# Baksa László (vízilabdázó)
Baksa László (Budapest, 1986. április 27. –) magyar válogatott vízilabdázó, kapus.

## Pályafutása
Mivel dundi kisfiú volt és a szülei nagyon szerették volna, ha mozog egy picit és lefogy. Nyolcévesen édesapja csalta le a Népligeti Sportuszodába, és a Ferencváros előkészítő csoportjában kezdett el úszni. Tízéves volt, amikor átkerült a vízilabdásokhoz, Kádas Géza tanította a sport alapjaira. Tetszett neki a sport, szeretett edzésre járni, csupán egy dolog nem tetszett: maga az úszás. Így amikor feltették a kérdést, hogy ki szeretne beállni a kapuba, Baksa keze lendült a legmagasabbra. Végigjárta az összes korosztályt, a serdülőcsapattal magyar bajnok is lett, bár csak két mérkőzésen szerepelt.
A 2001–2002-es szezontól lett a felnőtt keret tagja, ahol olyan meghatározó válogatott játékosok mellett lett tartalékkapus, mint Aleksandar Šoštar, Szécsi Zoltán vagy Pelle Balázs. 2003-ban a Merész András vezette ifjúsági válogatottal a Szerbia és Montenegró-i nemzeti csapat mögött ezüstérmet szerzett az isztambuli Európa-bajnokságon, majd Vad Lajos irányítása alatt a 2004-es máltai junior Európa-bajnokságon bronzérmet ünnepelt. 2005-ben Faragó Tamás-díjjal, illetve az év legjobb utánpótlás vízilabdázójának járó Héraklész-díjjal tüntették ki. 2005. december 12-én lett először a magyar válogatott kerettagja, első mérkőzését pedig 2006. július 26-án, egy Horvátország elleni barátságos mérkőzésen játszotta.
A súlyos anyagi problémákkal küzdő anyaegyesületét 2006 nyarán hagyta el, és a Szegedhez igazolt. A Tisza-parti egyesülettel a klub fennállásának legnagyobb sikereit ünnepelte: 2009-ben LEN-kupát szereztek, 2011-ben elhódították Magyar Kupát, 2010-ben, 2011-ben és 2012-ben is a magyar vízilabda-bajnokság bronzérmeseiként zártak, valamint 2012-ben bejutottak a vízilabda Bajnokok Ligájának legjobb nyolc csapata közé. A 2013-as szezontól a Gyöngyösi András által irányított német Spandau 04 játékosa. Csapatával az idény végén megnyerte a német bajnokságot.

## Sikerei, díjai
Egyéni
- Faragó Tamás-díj (2005)
- Héraklész-díj (2005)

Klubcsapatokkal
- LEN-kupa-győztes (2009 – Szeged Beton)
- Magyar Kupa-győztes (2011 – A-Híd Szeged Beton)
- Magyar vízilabda-bajnokság
  - bronzérmes:2010, 2011, 2012, 2013
- Német vízilabda-bajnokság
  - aranyérmes: 2014

Válogatottakkal
- Európa-bajnoki bronzérmes (Eindhoven, 2012)
- Világliga ezüstérmes (Berlin, 2007)
- Unicum-kupa-győztes (2006)
- Junior Európa-bajnoki bronzérmes (Málta, 2004)
- Ifjúsági Európa-bajnoki ezüstérmes (Isztambul, 2003)